# Признак Дедекинда
Признак Дедекинда — признак сходимости числовых рядов вида {\displaystyle \sum _{n=1}^{\infty }a_{n}b_{n}} (в общем случае {\displaystyle a_{n}} и {\displaystyle b_{n}} — комплексные). Установлен Юлиусом Дедекиндом.

## Формулировка
Ряд {\displaystyle \sum _{n=1}^{\infty }a_{n}b_{n}\ (a_{n},b_{n}\in \mathbb {C} )} сходится, если:
- ряд {\displaystyle \sum _{n=1}^{\infty }(a_{n}-a_{n+1})} абсолютно сходится;
- {\displaystyle a_{n}\rightarrow 0} при {\displaystyle n\rightarrow \infty };
- частичные суммы ряда {\displaystyle \sum _{n=1}^{\infty }b_{n}} ограничены.

## Длянесобственных интегралов
Произведение {\displaystyle f(x)g(x)} ({\displaystyle f,g} непрерывны на {\displaystyle (a,b]} и {\displaystyle f,g:[a,b]=I\rightarrow \mathbb {R} }) интегрируемо на {\displaystyle I}, если:
- {\displaystyle F(x)=\int _{x}^{b}f(s)ds,a<x\leqslant b} ограничен на {\displaystyle (a,b]};
- {\displaystyle g^{\prime }(x)} абсолютно интегрируема на {\displaystyle I};
- {\displaystyle \lim _{x\rightarrow a+0}g(x)=0}.